# Bassozetus normalis
Bassozetus normalis är en fiskart som beskrevs av Gill, 1883. Bassozetus normalis ingår i släktet Bassozetus och familjen Ophidiidae. Inga underarter finns listade.

## Bildgalleri

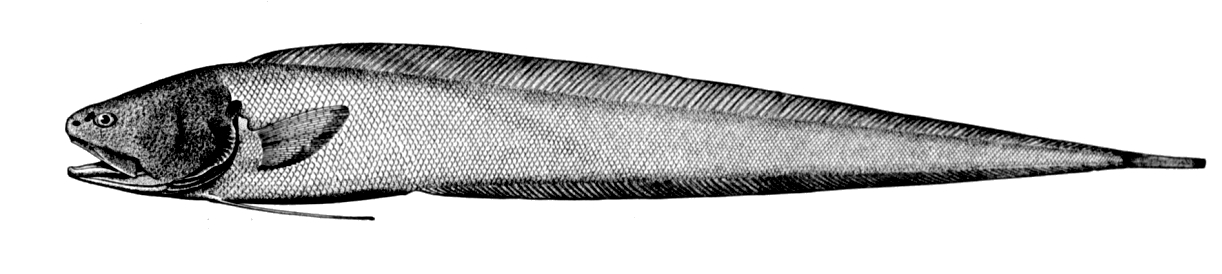